# Premi Goncourt
El premi Goncourt és un premi literari en llengua francesa atorgat a la millor obra de ficció en prosa per la Societat Literària dels Goncourt. Malgrat estar només dotat amb un premi simbòlic de 10 euros, es tracta de la distinció més prestigiosa de les lletres franceses, ja que l'autora o autor té assegurat l'èxit de vendes.
El premi Goncourt fou creat pel testament d'Edmond de Goncourt en 1896. Però no va ser fins al 1902 que fou fundada oficialment la Societat Literària dels Goncourt. El primer premi fou concedit el 21 de desembre de 1903 a John-Antoine Nau per la seva obra Force ennemie. El premi només pot ser concedit una vegada a un mateix escriptor, tanmateix Romain Gary el va rebre en 1956 per la seva novel·la les Racines du Ciel i en 1975, sota el pseudònim d'Émile Ajar, per la Vie devant soi.
La Societat Literària dels Goncourt o Acadèmia Goncourt es compon de 10 membres que es reuneixen tots els primers dimarts de mes al primer pis del restaurant Drouant de París. Els actuals membres són: Bernard Pivot, Didier Decoin, Françoise Chandernagor, Tahar Ben Jelloun, Patrick Rambaud, Pierre Assouline, Philippe Claudel, Paule Constant, Éric-Emmanuel Schmitt, Virginie Despentes.

## Guanyadors

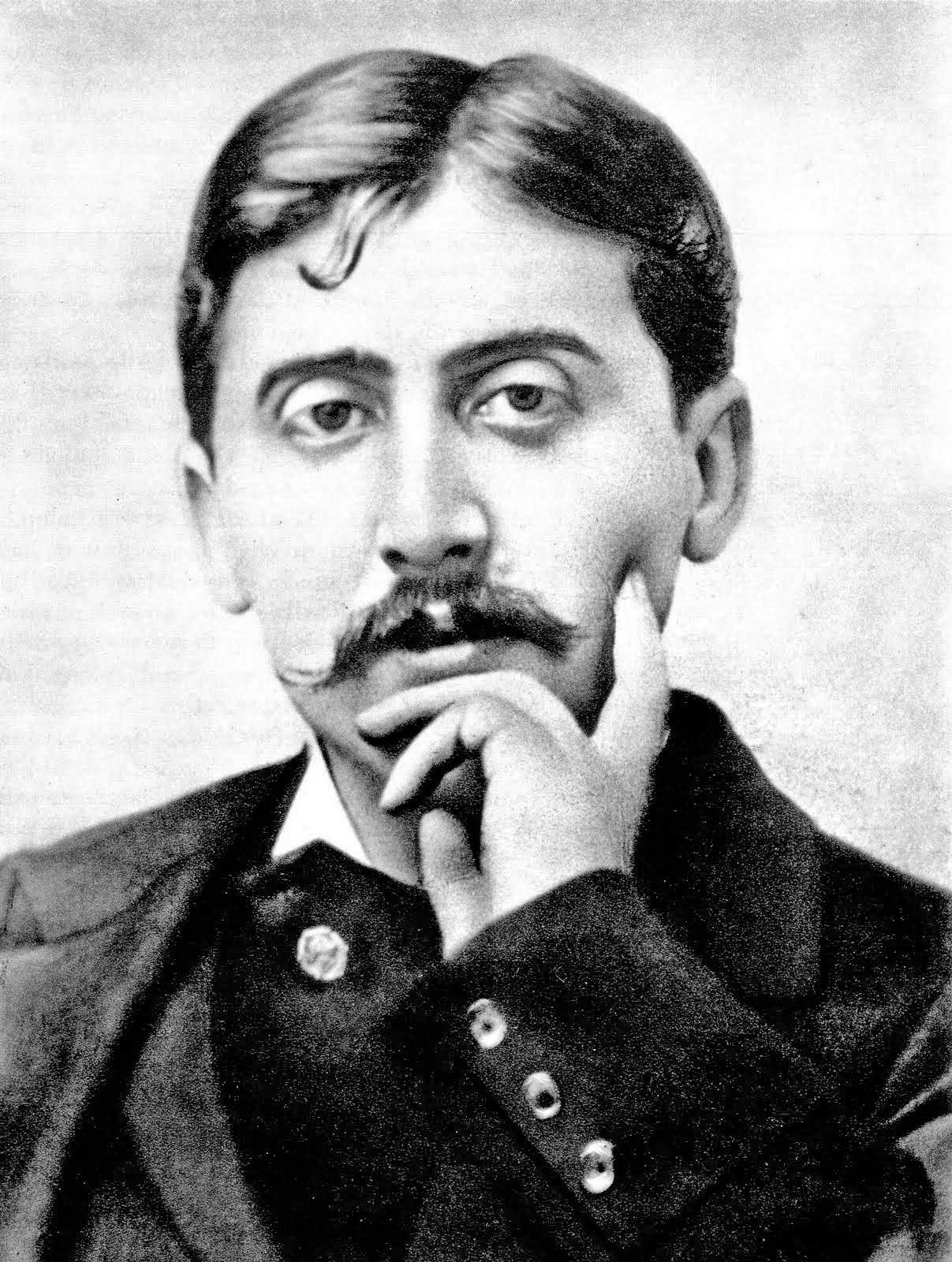
Marcel Proust, premiat per À l'ombre des jeunes filles en fleurs en 1919.

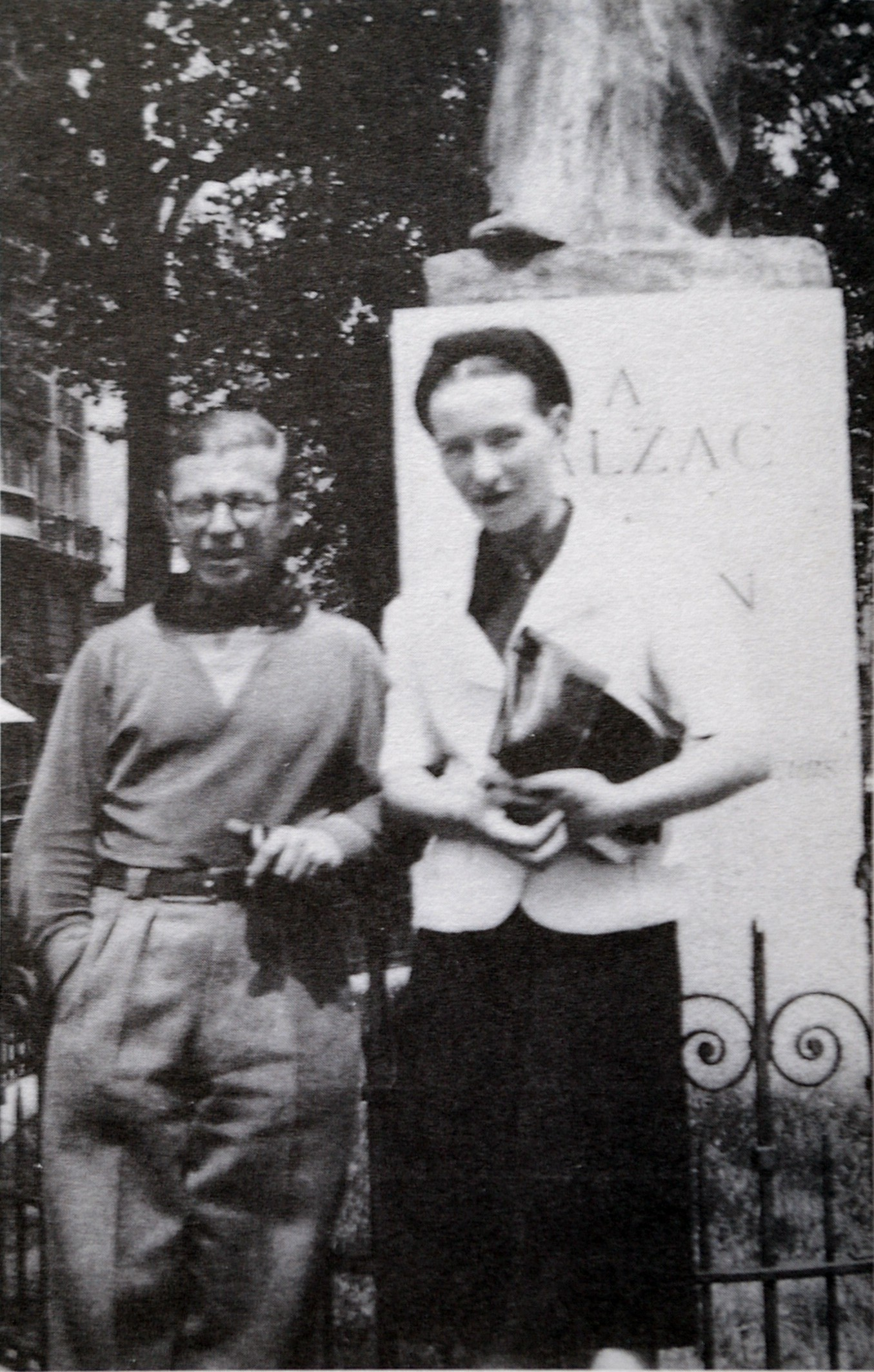
Simone de Beauvoir, premiada per Les Mandarins en 1954.

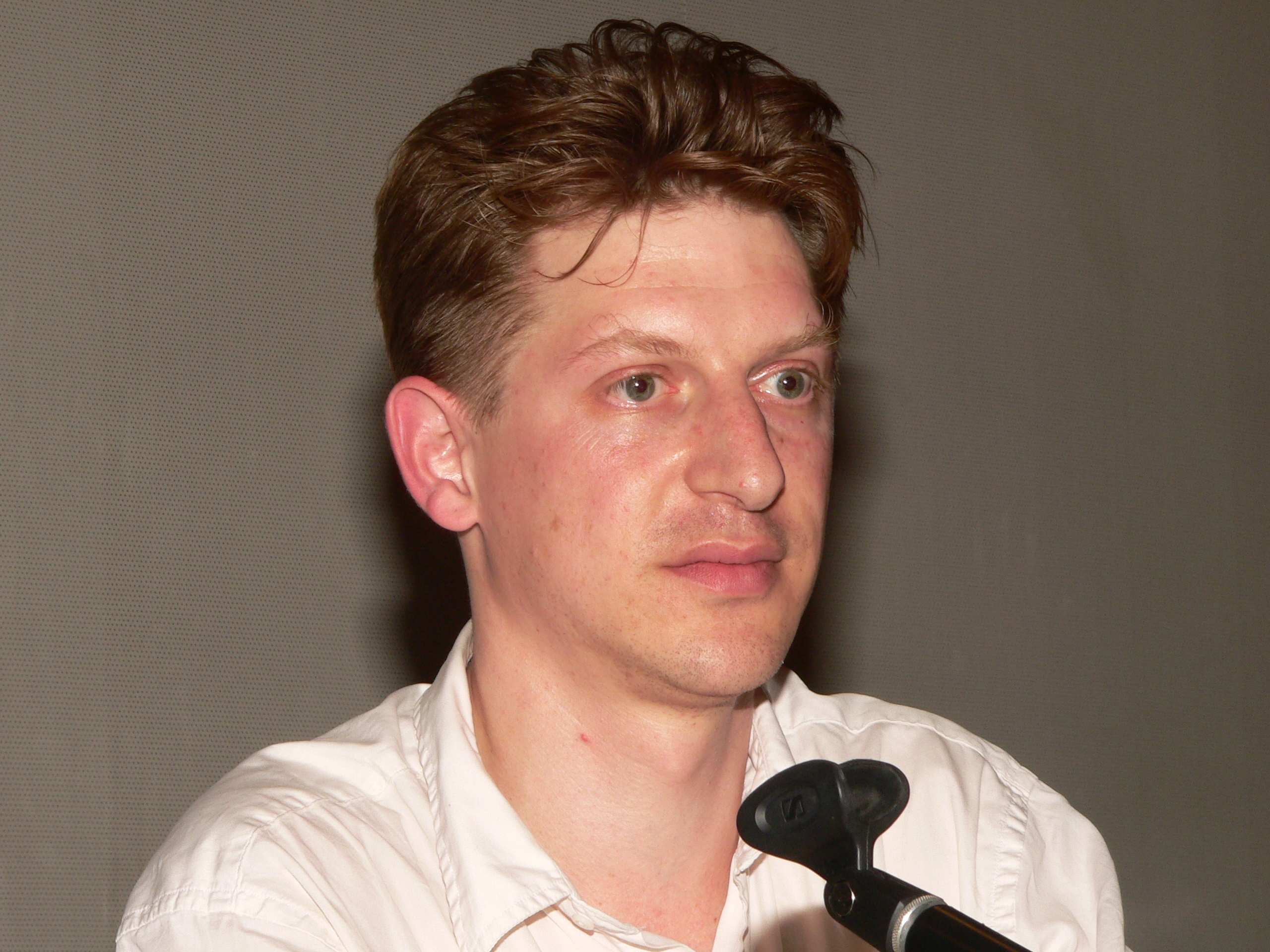
Jonathan Littell, premiat per Les Bienveillantes en 2006.

- 1903 - John-Antoine Nau, Force ennemie
- 1904 - Léon Frapié, La Maternelle
- 1905 - Claude Farrère, Les Civilisés
- 1906 - Jérôme i Jean Tharaud, Dingley, l'illustre écrivain
- 1907 - Émile Moselly, Le Rouet d'ivoire, Terres lorraines i Jean des Brebis
- 1908 - Francis de Miomandre, Écrit sur de l'eau...
- 1909 - Marius-Ary Leblond, En France
- 1910 - Louis Pergaud, De Goupil à Margot
- 1911 - Alphonse de Châteaubriant, Monsieur des Lourdines
- 1912 - André Savignon, Les Filles de la pluie
- 1913 - Marc Elder, Le Peuple de la mer
- 1914 - premi no discernit a causa de la Primera Guerra Mundial
- 1915 - René Benjamin, Gaspard
- 1916 - Henri Barbusse, Le Feu i Adrien Bertrand, L'appel du sol (premi 1914)
- 1917 - Henri Malherbe, La Flamme au poing
- 1918 - Georges Duhamel, Civilisation
- 1919 - Marcel Proust, À l'ombre des jeunes filles en fleurs[2]
- 1920 - Ernest Pérochon, Nène
- 1921 - René Maran, Batouala
- 1922 - Henri Béraud, Le Vitriol de lune i Le Martyre de l'obèse
- 1923 - Lucien Fabre, Rabevel ou le Mal des ardents
- 1924 - Thierry Sandre, Le Chèvrefeuille, le Purgatoire, le Chapitre XIII
- 1925 - Maurice Genevoix, Raboliot
- 1926 - Henri Deberly, Le Supplice de Phèdre
- 1927 - Maurice Bedel, Jérôme 60° latitude nord
- 1928 - Maurice Constantin-Weyer, Un homme se penche sur son passé
- 1929 - Marcel Arland, L'Ordre
- 1930 - Henri Fauconnier, Malaisie
- 1931 - Jean Fayard, Mal d'amour
- 1932 - Guy Mazeline, Les Loups
- 1933 - André Malraux, La Condition humaine
- 1934 - Roger Vercel, Capitaine Conan
- 1935 - Joseph Peyré, Sang et lumières
- 1936 - Maxence Van der Meersch, L'Empreinte du dieu
- 1937 - Charles Plisnier, Faux Passeports
- 1938 - Henri Troyat, L'Araigne
- 1939 - Philippe Hériat, Les Enfants gâtés
- 1940 - Francis Ambrière, Les Grandes Vacances
- 1941 - Henri Pourrat, Le Vent de Mars
- 1942 - Marc Bernard, Pareils à des enfants
- 1943 - Marius Grout, Passage de l'homme
- 1944 - Elsa Triolet, Le premier accroc coûte 200 francs
- 1945 - Jean-Louis Bory, Mon village à l'heure allemande
- 1946 - Jean-Jacques Gautier, Histoire d'un fait divers
- 1947 - Jean-Louis Curtis, Les Forêts de la nuit
- 1948 - Maurice Druon, Les Grandes Familles
- 1949 - Robert Merle, Week-end à Zuydcoote
- 1950 - Paul Colin, Les Jeux sauvages
- 1951 - Julien Gracq, Le Rivage des Syrtes, rebutjat per l'autor
- 1952 - Béatrix Beck, Léon Morin, prêtre
- 1953 - Pierre Gascar, Les Bêtes
- 1954 - Simone de Beauvoir, Les Mandarins
- 1955 - Roger Ikor, Les Eaux mêlées
- 1956 - Romain Gary, Les Racines du ciel
- 1957 - Roger Vailland, La Loi
- 1958 - Francis Walder, Saint-Germain ou la négociation
- 1959 - André Schwartz-Bart, Le Dernier des Justes
- 1960 - Vintila Horia, Dieu est né en exil
- 1961 - Jean Cau, La Pitié de Dieu
- 1962 - Anna Langfus, Les Bagages de sable
- 1963 - Armand Lanoux, Quand la mer se retire
- 1964 - Georges Conchon, L'État sauvage
- 1965 - Jacques Borel, L'Adoration
- 1966 - Edmonde Charles-Roux, Oublier Palerme
- 1967 - André Pieyre de Mandiargues, La Marge
- 1968 - Bernard Clavel, Les Fruits de l'hiver
- 1969 - Félicien Marceau, Creezy
- 1970 - Michel Tournier, Le Roi des aulnes
- 1971 - Jacques Laurent, Les Bêtises
- 1972 - Jean Carrière, L'Épervier de Maheux
- 1973 - Jacques Chessex, L'Ogre
- 1974 - Pascal Lainé, La Dentellière
- 1975 - Émile Ajar (Romain Gary), La Vie devant soi
- 1976 - Patrick Grainville, Les Flamboyants
- 1977 - Didier Decoin, John l'Enfer
- 1978 - Patrick Modiano, Rue des boutiques obscures
- 1979 - Antonine Maillet, Pélagie la Charrette
- 1980 - Yves Navarre, Le Jardin d'acclimatation
- 1981 - Lucien Bodard, Anne-Marie
- 1982 - Dominique Fernandez, Dans la main de l'Ange
- 1983 - Frédérick Tristan, Les Égarés
- 1984 - Marguerite Duras, L'Amant
- 1985 - Yann Queffélec, Les Noces barbares
- 1986 - Michel Host, Valet de nuit
- 1987 - Tahar Ben Jelloun, La Nuit sacrée
- 1988 - Erik Orsenna, L'Exposition coloniale
- 1989 - Jean Vautrin, Un grand pas vers le Bon Dieu
- 1990 - Jean Rouaud, Les Champs d'honneur
- 1991 - Pierre Combescot, Les Filles du Calvaire
- 1992 - Patrick Chamoiseau, Texaco
- 1993 - Amin Maalouf, Le Rocher de Tanios
- 1994 - Didier van Cauwelaert, Un aller simple
- 1995 - Andreï Makine, Le Testament français
- 1996 - Pascale Roze, Le Chasseur Zéro
- 1997 - Patrick Rambaud, La Bataille
- 1998 - Paule Constant, Confidence pour confidence
- 1999 - Jean Echenoz, Je m'en vais
- 2000 - Jean-Jacques Schuhl, Ingrid Caven
- 2001 - Jean-Christophe Rufin, Rouge Brésil
- 2002 - Pascal Quignard, Les Ombres errantes
- 2003 - Jacques-Pierre Amette, La Maîtresse de Brecht
- 2004 - Laurent Gaudé, Le Soleil des Scorta
- 2005 - François Weyergans, Trois jours chez ma mère
- 2006 - Jonathan Littell, Les Bienveillantes (Les benignes, en la traducció al català de Quaderns Crema).
- 2007 - Gilles Leroy, Alabama song
- 2008 - Atiq Rahimi, Syngué Sabour. Pierre de patience
- 2009 - Marie NDiaye, Trois femmes puissantes
- 2010 - Michel Houellebecq, La Carte et le territoire
- 2011 - Alexis Jenni, L'Art français de la guerra
- 2012 - Jérôme Ferrari, Le Sermon sur la chute de Rome
- 2013 - Pierre Lemaitre, Au revoir là-haut
- 2014 - Lydie Salvayre, Pas pleurer
- 2015 - Mathias Énard, Boussole
- 2016 - Leïla Slimani, Chanson douce
- 2017 - Eric Vuillard, L'Ordre du jour
- 2018 - Nicolas Mathieu, Leurs enfants après eux
- 2019 - Jean-Paul Dubois, Tous les hommes n'habitent pas le monde de la même façon
- 2020 - Hervé Le Tellier. L'anomalie
- 2021 - Mohamed Mbougar Sarr, La plus secrète mémoire des hommes
- 2022 - Brigitte Giraud, Vivre vite
- 2023 - Jean-Baptiste Andrea, Veiller sur elle
- 2024 - Kamel Daoud, Houris